# Trimmatom macropodus
Trimmatom macropodus är en fiskart som beskrevs av Winterbottom, 1989. Trimmatom macropodus ingår i släktet Trimmatom och familjen smörbultsfiskar. Inga underarter finns listade i Catalogue of Life.